# Diesel and Power
Diesel and Power är den svenska rockgruppen Backyard Babies första fullängdsalbum, utgivet 1994 på Megarock Records.

## Låtlista
1. "Smell the Magic/Bad to the Bone" - 5:23
2. "Strange Kind of Attitude" - 4:46
3. "Diesel and Power" - 4:40
4. "Love" - 3:54
5. "Wild Dog" - 3:22
6. "Fly Like a Little..." - 4:28
7. "Electric Suzy" - 3:17
8. "Kickin' Up Dust" - 4:18
9. "Should I Be Damned" - 4:14
10. "Fill Up This Bad Machine" - 3:11
11. "Heaven in Hell" - 4:51
12. "Shame" - 7:48

Den japanska utgåvan från 1999 innehöll även bonusspåret "Lies".